# Rivière Oskélanéo
Pour les articles homonymes, voir Oskélanéo (homonymie).
La rivière Oskélanéo est un affluent de la baie du Sud du lac Bureau, coulant dans la ville de La Tuque, dans la région administrative de la Mauricie, au Québec, au Canada.
La rivière Oskélanéo coule successivement dans les cantons de Faucher et d’Achintre. La foresterie constitue la principale activité économique de cette vallée ; les activités récréotouristiques, en second.
La route 404, reliant le village de Clova à la Baie du Sud du lac Bureau dessert la partie inférieure de la rivière Oskélanéo ; cette route relie au sud-est la route 400 laquelle passe au barrage Gouin. Quelques routes forestières secondaires sont en usage à proximité pour la foresterie et les activités récréotouristiques.
La surface de la rivière Oskélanéo est habituellement gelée de la mi-novembre à la fin avril, toutefois la circulation sécuritaire sur la glace se fait généralement du début décembre à la fin de mars.

## Histoire
Grâce à l'arrivée du chemin de fer Transcontinental vers 1910, la station Oskelaneo River contribua au développement du village d'Oskélanéo. La principale activité économique était la foresterie. Néanmoins, les activités récréotouristiques se sont développées rapidement notamment avec le premier haussement du niveau du réservoir Gouin en 1918, puis le second rehaussement en 1948. Étant donné le niveau actuel de l'eau du lac, le village d'Oskélanéo offre un accès à la navigation de plaisance une voie d'accès direct au réservoir Gouin en descendant la rivière Oskélanéo. Jadis, avant l'aménagement de routes forestières carrossables, les voyageurs descendaient du train à la gare d'Oskelaneo River et utilisaient les services de pourvoyeurs pour des excursions de chasse et pêche.

## Géographie
Les bassins versants voisins de la rivière Oskélanéo sont :
- côté nord : lac Bureau, rivière Nemio, lac du Mâle, lac Toussaint, lac Marmette, lac McSweeney ;
- côté est : lac Benjamin, lac Sulte, lac Francoeur, ruisseau Parker, rivière de la Galette ;
- côté sud : lac Sulte, rivière Bazin, rivière Douville, rivière Gosselin ;
- côté ouest : lac Tessier, baie Saraana, rivière Flapjack, ruisseau Bignell.

La rivière Oskélanéo prend naissance à l’embouchure du lac Oskélanéo (longueur : 15,8 km ; altitude : 404 m). Le village d'Oskélanéo est situé sur la rive ouest de ce lac. L’embouchure de ce lac de tête est située à :
- 8,1 km au nord du village de Oskélanéo lequel est situé le long du chemin de fer du Canadien National), sur la rive ouest du lac Oskélanéo ;
- 9,6 km au sud de l’embouchure de la rivière Oskélanéo (confluence avec le lac Bureau) ;
- 55,3 km au sud du centre du village de Obedjiwan (situé sur une presqu’île de la rive nord du réservoir Gouin) ;
- 47,9 km au nord-est du centre du village de Parent ;
- 80,4 km sud-ouest du barrage Gouin érigé à l’embouchure du réservoir Gouin (confluence avec la rivière Saint-Maurice) ;
- 106,2 km à l'ouest du centre du village de Wemotaci qui est situé le long de la rivière Saint-Maurice ;
- 194 km au nord-ouest du centre-ville de La Tuque[1].

À partir de l’embouchure du lac de tête, le cours de la rivière Oskélanéo coule sur 12,6 km selon les segments suivants :
- 3,7 km vers le nord-est en entrant dans le canton d’Achintre, en zone de marais, jusqu’à la confluence de la rivière Mistatikamekw (venant du sud-est) ;
- 5,4 km vers le nord-ouest en zone de marais jusqu’à la décharge (venant du sud-ouest) du lac Achintre ;
- 3,5 km vers le nord-est en zone de marais, jusqu’à l'embouchure de la rivière[2].

L’embouchure de la rivière Oskélanéo est localisée à :
- 17,6 km au nord du village de Oskélanéo lequel est situé le long du chemin de fer du Canadien National, sur la rive ouest du lac Oskélanéo ;
- 34,8 km au sud de l’embouchure du lac Bureau ;
- 45,8 km au sud du centre du village de Obedjiwan lequel est situé sur une presqu’île de la rive nord du réservoir Gouin ;
- 107,5 km à l'ouest du centre du village de Wemotaci (rive nord de la rivière Saint-Maurice) ;
- 197 km au nord-ouest du centre-ville de La Tuque ;
- 289 km au nord-ouest de l’embouchure de la rivière Saint-Maurice (confluence avec le fleuve Saint-Laurent à Trois-Rivières)[1].

L’embouchure de la rivière Oskélanéo conflue avec la baie du Sud du lac Bureau. De là, le courant coule sur 136,6 km jusqu’au barrage Gouin, selon les segments suivants :
- 43,8 km vers le nord, jusqu’à l’embouchure du lac Bureau ;
- 24,0 km vers le nord en passant au sud du village de Obedjiwan, puis vers le sud-est, en traversant le lac Marmette ;
- 18,0 km vers le sud en traversant une grande baie ;
- 14,3 km vers le nord-est, en contournant une grande île et en traversant le lac Nevers, puis le lac Brochu jusqu’à la pointe Nord d’une grande presqu’île ;
- 24,1 km vers le sud-est en traversant le bras Sud-Est du lac Brochu, jusqu’à la décharge de la baie Jean-Pierre ;
- 12,4 km vers l'est en traversant la baie Kikendatch, jusqu’au barrage Gouin.

À partir de ce barrage, le courant emprunte la rivière Saint-Maurice jusqu’à Trois-Rivières.

## Toponymie
Jusqu’à 1918, année où commencent l’érection de la Centrale La Loutre qui créera le premier niveau désigné alors réservoir Gouin, la rivière Oskélanéo était considérée comme un des tributaires de la rivière Saint-Maurice, alimentant le lac Bureau.
Cet hydronyme figure dans des documents cartographiques au moins depuis la première moitié du XIXe siècle (carte de Charles Magnus (1857), sous la forme Oskelanaio, puis celle d'Eugène Taché en 1870). En 1914, ce cours d’eau est désigné Escalana par Eugène Rouillard et sur des cartes notamment en 1935. La désignation Escalona est aussi indiquée sur des cartes de 1924 et de 1926. Escalana (ou Escalona) dériverait d'oskélanéo qui est un mot algonquin signifiant ossements.
Néanmoins, certaines sources considèrent qu'oskélanéo résulte de la déformation et de la fusion des mots tchiask, signifiant goéland, et sakegane, signifiant lac ; conséquemment, cet hydronyme se traduirait lac au goéland ou volée de goélands. En atikamekw, la rivière Oskélanéo devient la Kiackoranan Sipi, signifiant rivière de la mouette prise au filet. Une station de chemin de fer du Canadien National a été désignée Oskelaneo River. Le terme Oskelaneo  seul, a constitué l'appellation d'un bureau de poste (1921-1973) desservant ce qui n'est plus aujourd'hui qu'un hameau.
Le toponyme rivière Oskélanéo a été officialisé le 5 décembre 1968 à la Commission de toponymie du Québec, soit à sa création.